# Municipio de Mentor (Dakota del Norte)
El municipio de Mentor (en inglés, Mentor Township) es un municipio del condado de Divide, Dakota del Norte, Estados Unidos. Tiene una población estimada, a mediados de 2021, de 26 habitantes.
Abarca una zona exclusivamente rural.

## Geografía
Está ubicado en las coordenadas 48°56′43″N 102°59′41″O / 48.94528, -102.99472. Según la Oficina del Censo de los Estados Unidos, tiene una superficie total de 112.12 km², de la cual 110.67 km² corresponden a tierra firme y 1.45 km² son agua.

## Demografía
Según el censo de 2020, en ese momento había 31 personas residiendo en la zona. La densidad de población era de 0.28 hab./km². El 96.77% de los habitantes eran blancos y el 3.23% era de una mezcla de razas. Del total de la población, el 3.23 % era hispano o latino.